# 庄内交通湯野浜線
湯野浜線（ゆのはません）は、山形県鶴岡市の鶴岡駅から湯野浜温泉駅までを結んでいた庄内交通の鉄道路線である。
最盛期には通勤・通学客のほか、善宝寺の参拝客、湯野浜温泉の観光客、魚の行商などを輸送し、庄内米の鉄道貨物輸送等で活況を呈したが、モータリゼーションの波には勝てず1975年4月1日をもって廃止された。

## 路線データ
- 路線距離（営業キロ）：12.3km
- 軌間：1067mm
- 駅数：7駅（起終点駅含む）
- 複線区間：なし
- 電化区間：全線（直流600V）
  - 大山変電所、電動発電機（交流側3000V直流側600V）直流側の出力150KW、常用1、予備1、製造所日立製作所[2]

## 歴史
- 1927年（昭和2年）8月2日：鉄道免許状下付（鶴岡市大字大宝寺-東田川郡山添村、鶴岡市大字新齋部-西田川郡加茂町間）[3]
- 1928年（昭和3年）9月8日：庄内電気鉄道株式会社設立[4]
- 1929年（昭和4年）12月8日：鶴岡 - （仮）湯野浜温泉間が開業[5]
- 1930年（昭和5年）5月8日：（仮）湯野浜温泉 - 湯野浜温泉間が開業、（仮）湯野浜温泉駅廃止[6]
- 1934年（昭和9年）5月14日：庄内電気鉄道が庄内電鉄に社名変更[7]
- 1935年（昭和10年）6月5日：鉄道免許失効（鶴岡市大字大宝寺-東田川郡山添村間 指定ノ期限マテニ工事施工認可申請ヲ為ササルタメ）[8]
- 1940年（昭和15年）7月1日：七窪駅開業
- 1943年（昭和18年）10月1日：庄内電鉄が庄内交通に譲渡[9]
- 1948年（昭和23年）8月1日：安丹駅開業
- 1975年（昭和50年）4月1日：鶴岡 - 湯野浜温泉間が廃止[10]
- 1980年（昭和55年）10月19日：善宝寺 - 湯野浜温泉間の軌道跡が自転車・歩行者専用道としてオープン[11][12]。

この鉄道線の廃止に伴い、山形県の私鉄事業者は一旦消滅して国鉄線（→JR線）のみになったが、1988年10月25日に東日本旅客鉄道（JR東日本）長井線が第三セクター鉄道の山形鉄道フラワー長井線に転換されたため、12年ぶりに山形県にJR以外の鉄道路線が復活した。

## 駅一覧
鶴岡駅 - 京田駅 - 安丹駅 - 北大山駅 - 善宝寺駅 - 七窪駅 - 湯野浜温泉駅

## 接続路線
事業者名は湯野浜線廃止時点のもの。
- 鶴岡駅：国鉄羽越本線

## 輸送・収支実績
| 年度 | 輸送人員（人） | 貨物量（トン） | 営業収入（円） | 営業費（円） | 営業益金（円） | その他益金（円） | その他損金（円）              | 支払利子（円） | 政府補助金（円） |
| ---- | -------------- | -------------- | -------------- | ------------ | -------------- | ---------------- | ----------------------------- | -------------- | ---------------- |
| 1929 | 107,940        |                | 17,883         | 21,760       | ▲ 3,877        |                  |                               |                |                  |
| 1930 | 360,028        | 474            | 63,263         | 57,176       | 6,087          |                  | 雑損122 自動車業1,421         | 16,916         | 40,783           |
| 1931 | 309,197        | 816            | 55,040         | 51,494       | 3,546          |                  | 償却金1,000 自動車業830       | 14,616         | 34,767           |
| 1932 | 321,112        | 1,363          | 55,114         | 49,837       | 5,277          |                  | 雑損償却金3,251 自動車業1,690 | 15,849         | 38,507           |
| 1933 | 374,004        | 2,458          | 66,382         | 66,127       | 255            |                  | 雑損1,187 自動車業2,644       | 13,447         | 42,052           |
| 1934 | 350,662        | 1,843          | 62,818         | 62,214       | 604            |                  | 雑損1,815 自動車業1,892       | 10,164         | 42,034           |
| 1935 | 384,601        | 3,081          | 64,159         | 64,791       | ▲ 632          |                  | 雑損償却金4,154 自動車業2,552 | 7,152          | 42,109           |
| 1936 | 447,025        | 4,224          | 70,426         | 57,590       | 12,836         |                  | 雑損3,078 自動車業22,893      | 5,326          | 35,372           |
| 1937 | 531,349        | 3,692          | 81,121         | 63,583       | 17,538         | 自動車業3,211    | 雑損償却金18,372              | 5,786          | 30,643           |
| 1939 | 725,856        | 8,006          |                |              |                |                  |                               |                |                  |
| 1941 | 840,810        | 7,263          |                |              |                |                  |                               |                |                  |
| 1943 | 641,372        | 3,783          |                |              |                |                  |                               |                |                  |
| 1945 | 1,696,195      | 13,761         |                |              |                |                  |                               |                |                  |
| 1952 | 1,744,642      | 8,309          |                |              |                |                  |                               |                |                  |
| 1958 | 1,738千        | 5,789          |                |              |                |                  |                               |                |                  |
| 1963 | 1,916千        | 5,823          |                |              |                |                  |                               |                |                  |
| 1966 | 1,819千        | 5,223          |                |              |                |                  |                               |                |                  |
| 1970 | 931千          | 3,238          |                |              |                |                  |                               |                |                  |

- 鉄道統計資料、鉄道統計、国有鉄道陸運統計、地方鉄道軌道統計年報、私鉄統計年報各年度版

## 車両
廃止直前のもの。

### 電車
- モハ1（自社発注車両）
- モハ3（自社発注車両）
- モハ5（自社発注車両）もとモハ2。改番されモハ5となる。
- モハ7（元京王帝都電鉄デハ2119）
- モハ8（元京王帝都電鉄デハ2405）
- デハ101（元東京急行電鉄デハ3258）
- デハ103（元東京急行電鉄デハ3253）

車番の付け方について
モハ1、3、5については1929年（昭和4年）日本車輌へ発注時はそれぞれモハ1、2、3とし、その内モハ1、2は1929年（昭和4年）11月頃完成、受領した。開業時はこの2両で運行したが、まもなくモハ2号のモーターが連続故障を起こした。その後モハ2号はモーターを交換して運用を再開したが、今度はモハ2号ばかりが線路上に石、材木等が置かれるいたずらに遭い、乗務員たちはモハ2号に乗ることを極度に嫌うようになった。そこで会社は悪いイメージを払拭する意味合いで車両番号を変えることとし、1930年（昭和5年）5月完成のモハ3の車番をそのままで、モハ2をモハ5として全車両を奇数番号で統一した。モハ1、3、5の後に入線したモハ7、デハ101、103もこれに従っているが、モハ8のみ9が「苦」に通じるとして末広がりを意味する8番を与えられた。
| 番号            | 自重 (t) | 定員（人） | 製造所   | 落成年月              | 台車                            |
| --------------- | -------- | ---------- | -------- | --------------------- | ------------------------------- |
| モハ1           | 18.8     | 82         | 日本車輌 | 1929年（昭和4年）11月 | 日本車輌型 2軸ボギー 鋳鋼       |
| モハ3           | 18.8     | 82         | 日本車輌 | 1930年（昭和5年）5月  | 日本車輌型 2軸ボギー 鋳鋼       |
| モハ5（←モハ2） | 18.8     | 82         | 日本車輌 | 1929年（昭和4年）11月 | 日本車輌型 2軸ボギー 鋳鋼       |
| モハ7           | 22.5     | 100        | 日本車輌 | 1954年（昭和29年）5月 | 2軸ボギー 鋳鋼                  |
| モハ8           | 25.8     | 100        | 日本車輌 | 1942年（昭和17年）9月 | 日車D-14 2軸ボギー 鋳鋼         |
| デハ101         | 28.45    | 120        | 汽車会社 | 1930年（昭和5年）6月  | ボールドウイン型 2軸ボギー 鋳鋼 |
| デハ103         | 28.45    | 120        | 汽車会社 | 1928年（昭和3年）     | ボールドウイン型 2軸ボギー 鋳鋼 |

### 機関車・貨車
ディーゼル機関車
自重：5t
落成年月：1956年（昭和31年）6月
ト401 （無蓋貨車）
自重：5.55t
積載：10t

### ギャラリー

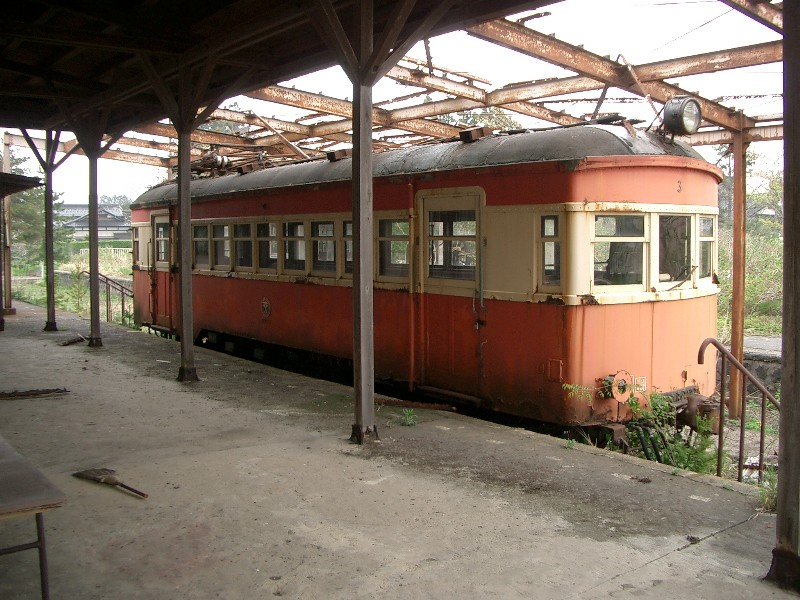
モハ3形（善宝寺駅跡にて保存）
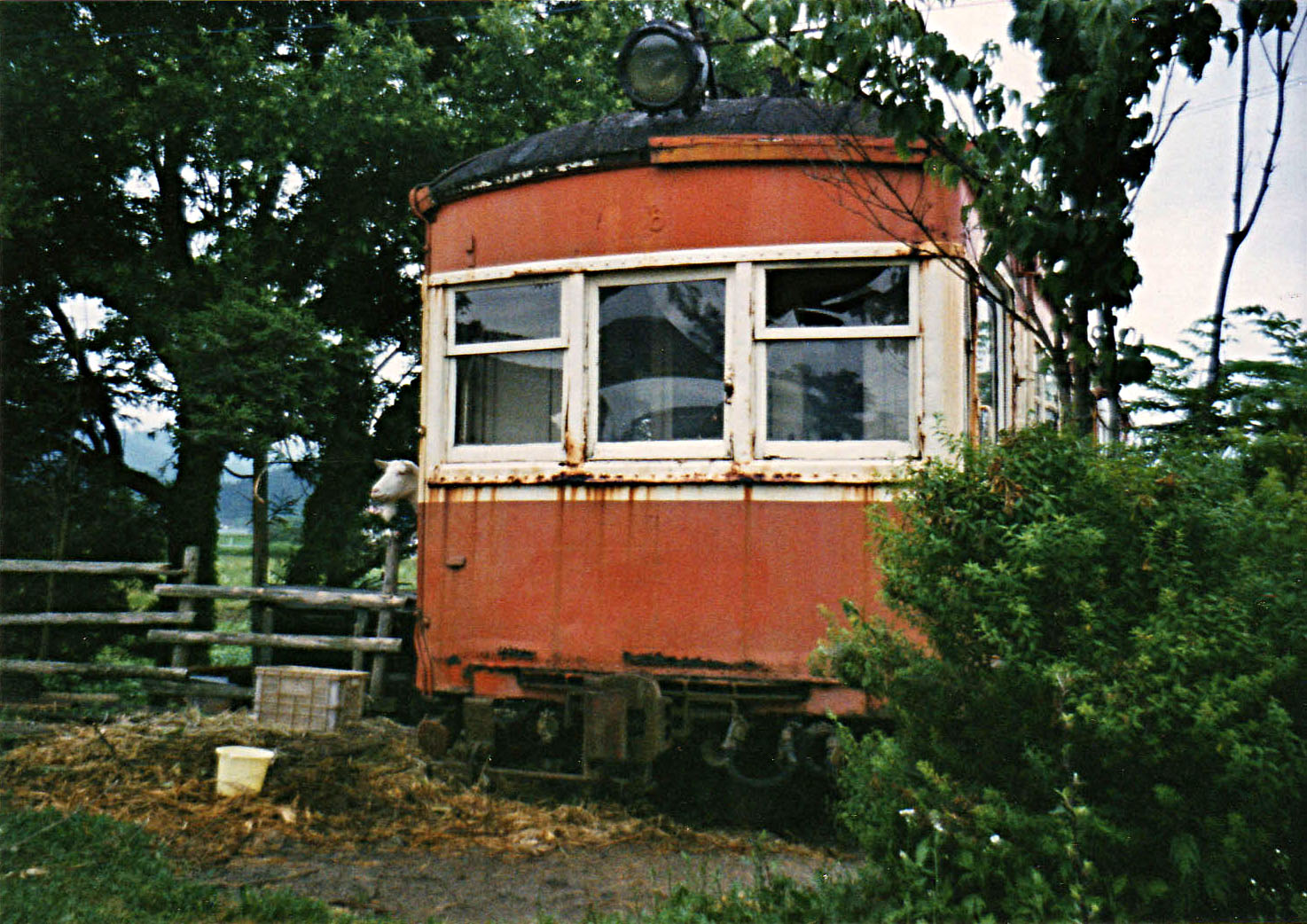
モハ8形（現在は解体されている）

## エピソード
- 映画『成熟』（1971年）で湯野浜温泉駅構内と電車内でロケが行われた。 関根恵子、篠田三郎主演、湯浅憲明監督。
- テレビドラマ『走れ!ケー100』 第30回「それ行け登れ！二千段 山形の巻」（1973年）で湯野浜温泉駅前でロケが行われた。

## 廃止後
庄内交通バスの鶴岡 - （善宝寺経由）湯野浜線が代替交通機関となったが、利用者減が続き、2021年4月1日時点では平日下り6本・上り5本、土休日下り4本・上り3本の運行となっている。
路線の大半は水田地帯を走っていたため、廃止後に行われた圃場整備事業により鶴岡駅 - 善宝寺駅付近の廃線跡はほとんど消滅した。庄内砂丘付近の善宝寺 - 湯野浜温泉間の線路跡はサイクリングロードとなっている。
同線で使われていた車両は廃線後に大半が保存されたが、老朽化の進行でほとんど解体され、1両が辛うじて現存している（後述）。羽前水沢駅付近の国道7号線沿いのそば屋「大松庵」にはモハ8形が小川の上に橋のように掛け渡す格好で車体のみ保存されていた（1976年7月8日読売新聞山形読売の記事に「最近展示された」とある）が、屋根が抜け落ちるなど荒廃し、2007年に撤去された。以前はこの地にモハ5形も保存されていたがやはり撤去されている。
善宝寺駅は廃止後、1978年に「善宝寺鉄道記念館」として当路線の事績を伝える資料館となり、旧ホームには車両（モハ3形）の保存展示も行われていたが、来客数が減ったために1999年頃に閉鎖された。施設と車両は現地に残っているが、車両は荒廃が進んでいる。その後、湯野浜温泉の「庄内クラフトステーション」に資料の一部が移されて公開されていたが、併設されていた旅館「味囃子濱福」が長期休業（その後廃業）となって松ヶ岡開墾記念館に移転した際に資料が散逸し、資料は現存しない。